# Aechmea distichantha
Aechmea distichantha är en gräsväxtart som beskrevs av Lem.. Aechmea distichantha ingår i släktet Aechmea och familjen Bromeliaceae.

## Underarter
Arten delas in i följande underarter:
- A. d. distichantha
- A. d. glaziovii
- A. d. schlumbergeri
- A. d. vernicosa

## Bildgalleri

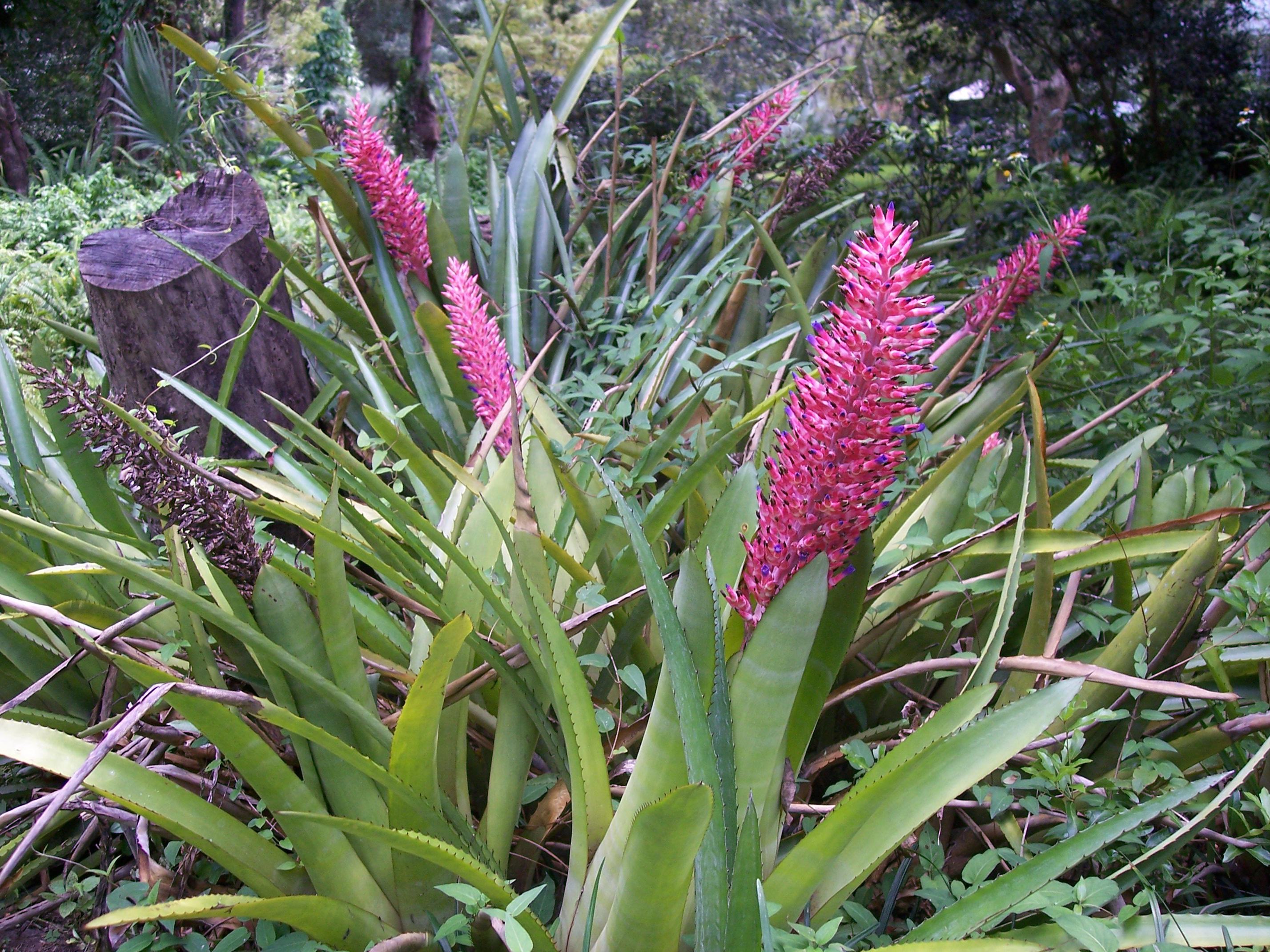
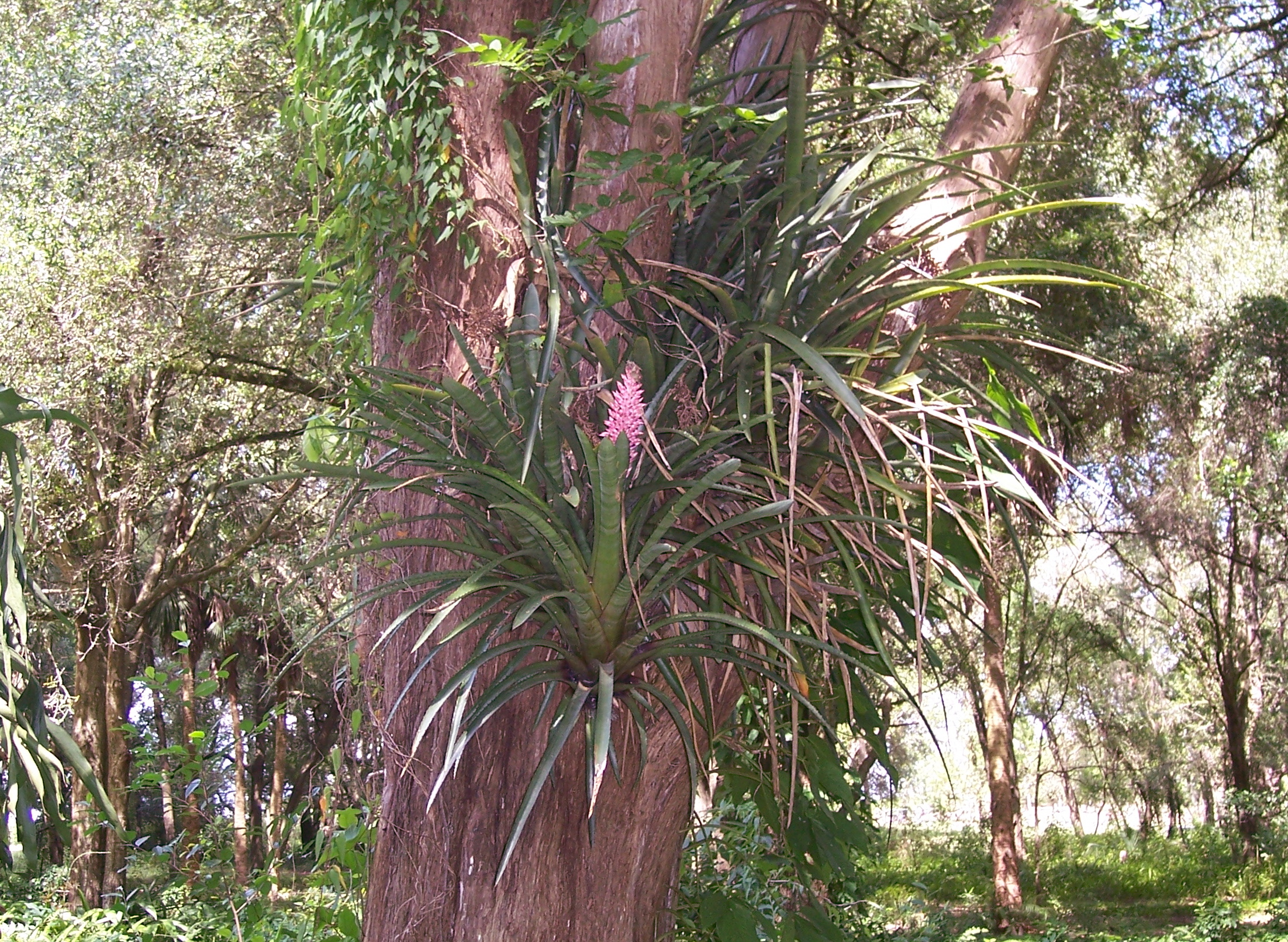
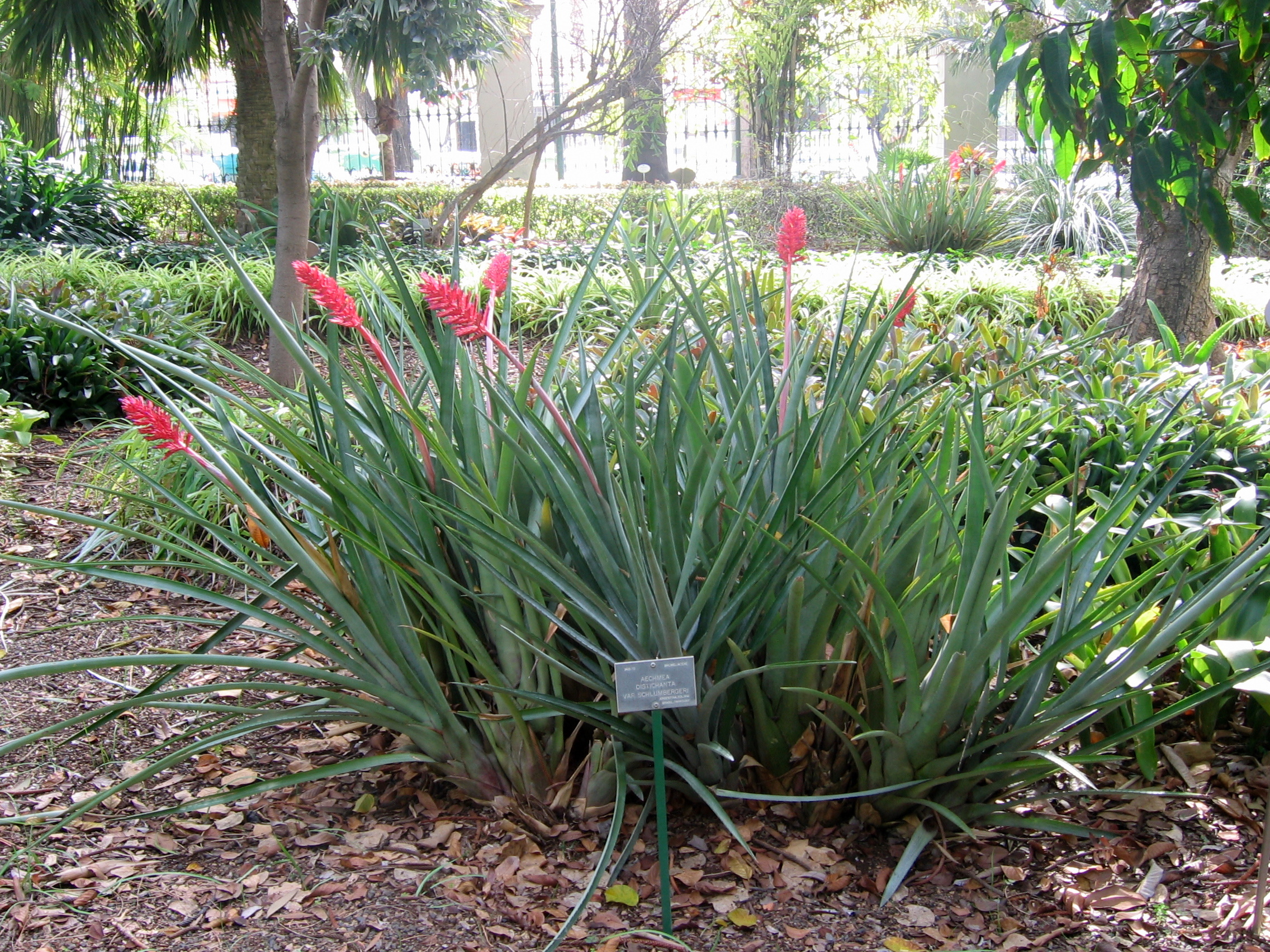
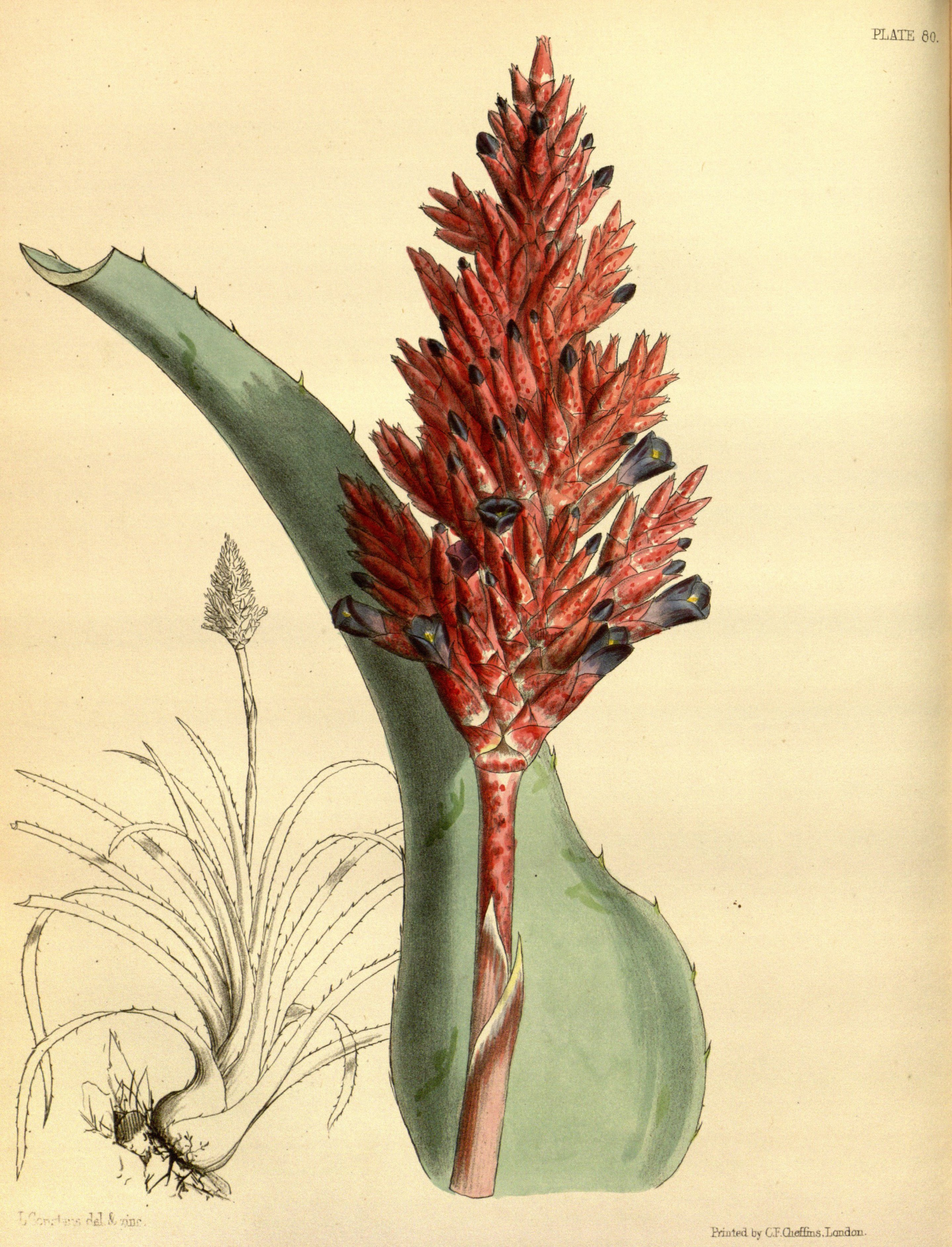
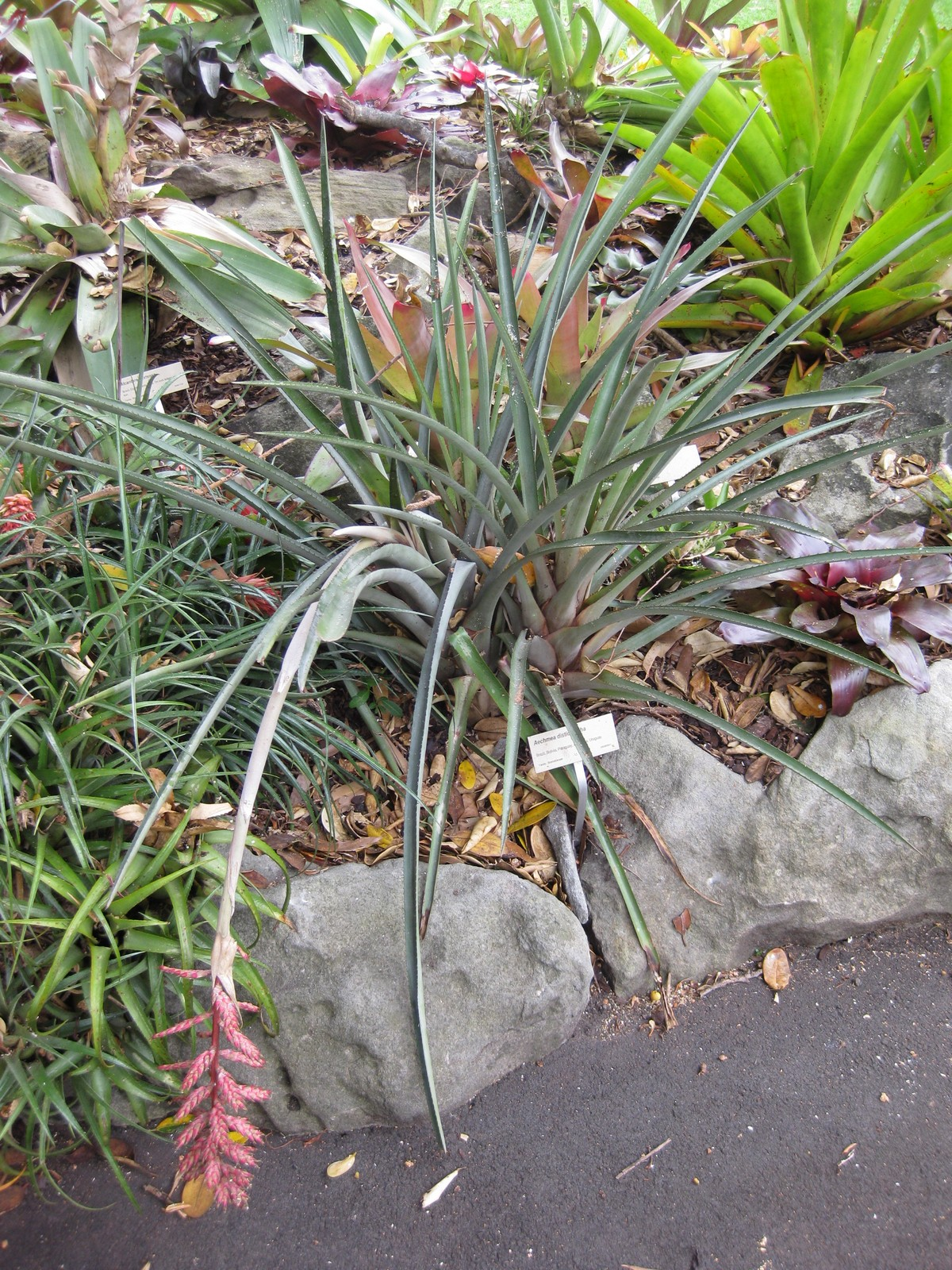
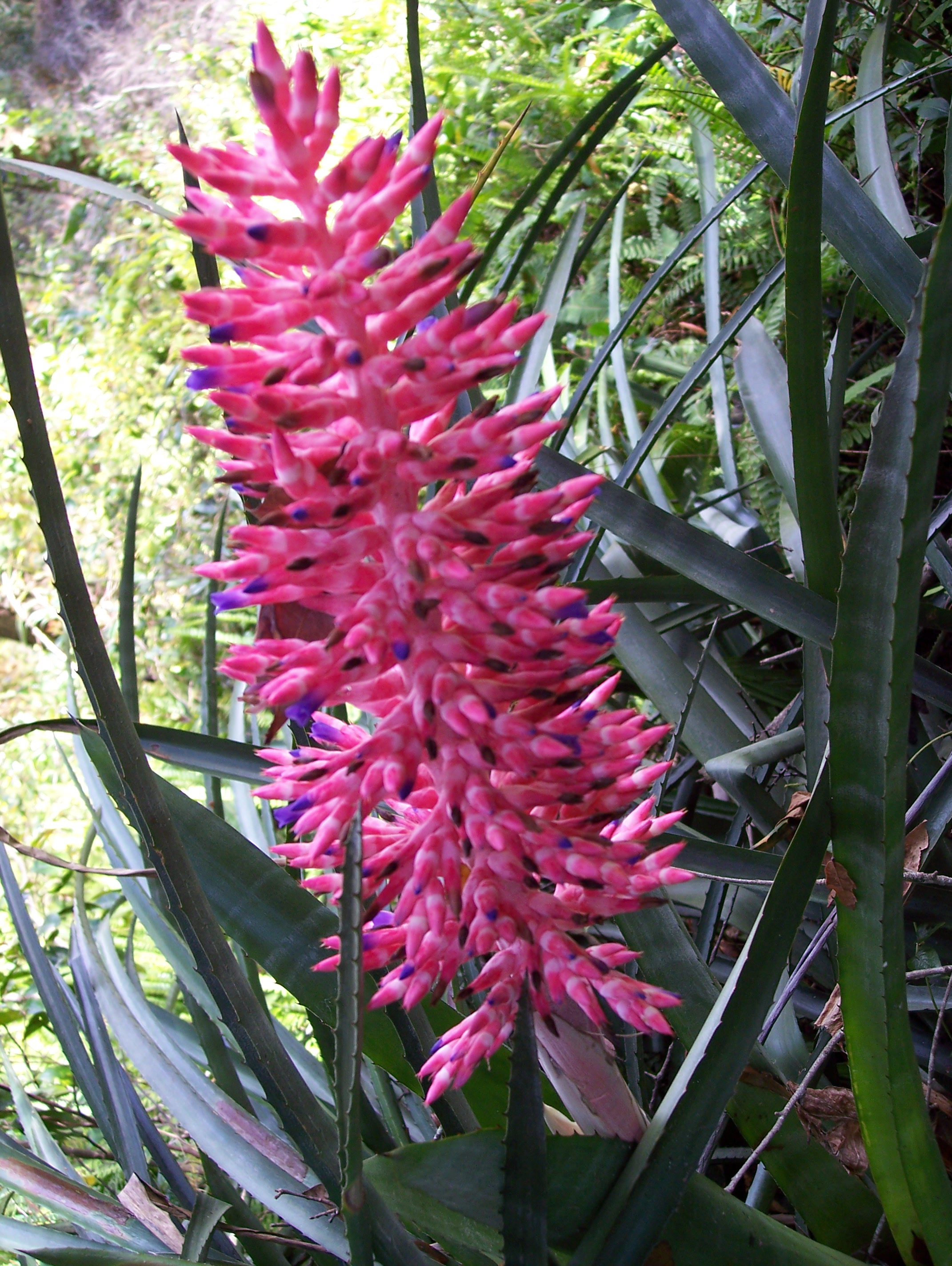